# Hassan Terro
Pour les articles homonymes, voir Expédition d'Alger.
 (juillet 2012).
Si vous disposez d'ouvrages ou d'articles de référence ou si vous connaissez des sites web de qualité traitant du thème abordé ici, merci de compléter l'article en donnant les références utiles à sa vérifiabilité et en les liant à la section « Notes et références ».
Pour plus de détails, voir Fiche technique et Distribution.
Hassan Terro est un film algérien réalisé par Mohammed Lakhdar-Hamina en 1968 dont l'acteur Rouiched joue le rôle-titre.

## Synopsis
Alors qu’il tente par tous les moyens de rester en dehors des bouleversements sanglants provoqués par la bataille d’Alger, Hassan, père de famille intègre et naïf, offre sans le savoir, l’hospitalité à un moudjahid activement recherché par l’armée française. 
Une série d'événements et de quiproquos le catapulte très vite au devant de la scène, le présentant sous le pseudonyme de “Hassan Terro”, grand terroriste fictif qui aurait juré la perte de l’armée française.

## Type de film
Il s'agit d'un film comportant de grands traits comiques, et apparemment le premier à le faire concernant cette période, tout comme l'avait fait en France La Grande Vadrouille pour la période de l'Occupation allemande.
Le personnage principal montre que même quelqu'un qui n'a rien d'un héros au départ peut néanmoins se conduire de façon héroïque lorsque les circonstances l'y conduisent lorsque à la fin du film, Hassan déclare son soutien à la cause algérienne.

## Fiche technique
- Réalisation : Mohammed Lakhdar-Hamina
- Assistants-réalisateurs : Yazid Khodja, Fawzi Mostefaï
- Scénario : Mohammed Lakhdar-Hamina, d'après la pièce « Hassan Ittero » de Rouiched, montée en 1963 par Mustapha Kateb au Théâtre national algérien
- Production : Office des actualités algériennes
- Régisseurs : Mohammed Ouar, Madjid Nadji, Sissal
- Distribution : Screen Production Inc.
- Directeur de la photographie : Mohammed Lakhdar-Hamina
- Assistants-opérateurs : 1) Sélim Farès / 2) Ahmed Benarous
- Chef-éclairagiste : Abdelkader Bouziane
- Photographe de plateau : Smaïl Lakhdar Hamina
- Décors : Hassen Chafaï
- Musique : André Chamoux
- Montage : Rabah Dabouz, Youcef Tobni
- Son : Abdel Hamid Oulmi
- Perchman : Mustapha Belmihoub
- Scripte : Nedjima Lallem
- Durée : 83 min 54 s (copie You Tube)
- Caractéristiques techniques : 35 mm (positif et négatif), noir et blanc, son monographique
- Laboratoire : GTC Joinville
- Sortie en France : 5 mai 1976
- Tournage : à Alger
- Autres titres : « Hassan, Terrorist » (titre anglais international); « Hasan Tiru »

## Distribution
- Rouiched : Hassan, un petit-bourgeois algérois, froussard et vantard, pris par erreur pour un redoutable révolutionnaire
- Keltoum : Zakia, sa femme
- Hassan El-Hassani : Bahri
- Larbi Zekkal
- Hamdi
- Bernard Verley
- Tayeb Abou El Hassan
- Sid Ali Kouiret : Hamid
- Boualem Titiche
- Mustapha Kateb
- Allal El Mouhib
- Petrolacci
- Stiti
- Y. Gravouille
- Yahia
- Goucem
- Nemri
- Balvet
- Sauer
- Wahid
- Abou Djamal
- Krikeche
- le petit Nadir
- Mahieddine Bachtarzi